# شك

الشك

الشك (بالإنجليزية: Doubt)‏ هو حالة ذهنية يكون الدماغ فيها مُعلّقًا بين افتراضين متناقضين أو أكثر، يعجز عن قبول أي منها. والشك على المستوى العاطفي هو تذبذب بين التصديق والإنكار. قد يتضمن ارتيابًا أو عدم ثقة أو/ و قلة اقتناع ببعض الحقائق أو التصرفات أو الدوافع أو القرارات. قد ينتج عن الشك إرجاء أو نبذ تصرف مناسب خوفًا من ارتكاب خطأ أو إضاعة فُرص.

## تعريف
يغطي مفهوم الشك باعتباره قلقًا بين افتراضين متناقضين مجموعة من الظواهر: يضم على المستوى العقلي التفكير وفحص الحقائق والأدلة وعلى المستوى العاطفي التصديق والإنكار.
كان الشك في علم الإلهيات القديم «صوت ضمير مُبهمًا» ومن الضروري إدراكه، لأنه عندما تساور الإنسان الشكوك يكون «الحل الأكثر أمانًا هو عدم التصرف على الإطلاق».

## مجتمعيًا
يميل الشك في بعض الأحيان إلى استحضار العقل. قد يحث الشك الناس على التردد قبل التصرف، و/ أو اتباع أساليب أكثر صرامة. ومن الممكن أن تكون له أهمية خاصة كأن يقود إلى الإنكار أو عدم القبول.
تولي السياسة والأخلاقيات والقانون والقرارات التي غالبًا ما تحدد مسار حياة الفرد أهمية كبيرة للشك، وغالبًا ما تشجع عملية عدائية مُحكمة للتدقيق في جميع الأدلة المتوفرة بحذر.
من الناحية المجتمعية، يخلق الشك جوًا من انعدام الثقة، ويُصيّر الشخص اتهاميًا في طبيعته وفي واقع الأمر مُدّعيًا إما حماقة أو خداعًا من جانب الآخَر. شُجعت المواقف المشابهة لهذا في المجتمع الغرب أوروبي منذ عصر التنوير، خلاف التقاليد وسلطة المجتمع.

## علم النفس
تعزو نظرية التحليل النفسي لسيغموند فرويد الشك (الذي قد يُفسر باعتباره عَرَضًا لرهاب نابع عن الأنا) إلى الطفولة، أثناء تطور الأنا. تحتج هذه النظريات بأن تجارب الطفولة يمكنها زرع الشك في نفس الفرد حول إمكانياته بل وحتى حول هويته الخاصة.
تغزر النهوج العقلية الإدراكية وكذلك النهوج الميالة إلى الروحانية استجابةً لمجموعة الأسباب المحتملة للشك. يستخدم العلاج السلوكي -حيث يسأل الشخص عقله بصورة منهجية إذا كان لشكه أي أساس حقيقي- طرائق سقراطية منطقية. تتناقض هذه الطريقة مع الذين يعتقدون بالإيمان البوذي، الذي يتضمن نهجًا أكثر باطنية في الشك وجمودًا. ترى البوذية أن الشك ارتباط سلبيّ بالماضي والحاضر المفترض للفرد. يلعب التخلي عن التاريخ الشخصي لحياة الفرد (وذلك يوميًا عبر التأمل) دورًا محوريًا في تحرير الشكوك (التي تطورت في هذا التاريخ وارتبطت به).
يمكن للتعزيز الجزئي أو المتقطع أن يخلق مناخًا فعالًا من الخوف والشك.

## الفلسفة
جعل ديكارت الشك الديكارتي أداة منهجية بارزة في تحقيقاته الفلسفية الأساسية. كرست أفرع فلسفية مثل المنطقية جهودًا أكثر للتفريق بين المشكوك فيه والمحتمل والمؤكد. يعتمد الكثير من غير المنطقيين على افتراضات مشكوك فيها أو بيانات مشكوك فيها أو خُلاصات مشكوك فيها، حيث تلعب البلاغة والتغطية والخداع أدوارها المعهودة.

## اللاهوت
قد يشكل الشك في وجود إله أساس اللاأدرية؛ الإيمان بعدم قدرة المرء على إقرار وجود إله من عدمه. وقد يشكل أيضًا أنواعًا أخرى من الشكوكية، مثل البيرونية، التي لا تتخذ موقفًا إيجابيًا من وجود الإله، بل تحافظ على سلبيتها. وبدلًا عن ذلك، قد يقود الشك حول وجود إله إلى قبول ديانة محددة: مثل رهان باسكال. من الممكن للشك في نظام لاهوتي ما، سواء كان قدسيًا أم ربوبيًا، أن يثير التساؤلات حول صدق معتقدات ذلك النظام. ومن الناحية الأخرى، قد يقود الشك إذا رافقه قبول الآخرين بالنسبة لبعض المذاهب إلى زيادة الهرطقة و/ أو انقسام الطوائف والمجموعات الفكرية. وهكذا شكّت البروتستانتية الأولى بالسلطة البابوية، واستبدلت بها طرائق حكم بديلة في كنائسها الجديدة (لكن مشابهة للقديمة بصورة ملحوظة).
غالبًا ما تتناقش المسيحية في سياقات الخلاص والخلاص الأخير في الحياة الآخرة. تُعد هذه القضية ذات أهمية خاصة في البروتستانتية، التي تتطلب قبول يسوع وحده، رغم أن مزيدًا من النسخ المعاصرة المشابهة للكاثوليكية نشأت ضمن الكنائس البروتستانتية.

يكمن الشك باعتباره طريقًا إلى إيمان (أعمق) في قصة القديس توما الرسول. لاحظ في هذا الصدد آراء جورج هيرميس اللاهوتية:
«...نقطة البداية والمبدأ الرئيس لكل العلوم، وعليه لعلم الإلهيات أيضًا، ليس شكًا منهجيًا فحسب، بل شك إيجابي. لا يمكن للمرء أن يصدق ما يتصوّره صحيحًا إلا بناءً على أسس منطقية، وعلى ذلك يجب على المرء التحلي بالجرأة ليستمر بالشك حتى يصل إلى أسس موثوقة ترضي المنطق».
يقترح الوجوديون المسيحيون مثل سورين كيركغور أنه كي يؤمن المرء بالإله فعلًا، يجب عليه أن يشك بمعتقداته حول الإله؛ الشك هو الجزء المنطقي من فكر الشخص وهو الضالع بموازنة الأدلة، ودونه لن يكون للإيمان جوهر حقيقي. الإيمان ليس قرارًا مبنيًا على الأدلة، مثل قولنا أن بعض الحقائق حول الإله صحيحة أو عن شخص ما أنه جدير بالحب. لا يمكن لدليل كهذا أن يكون كافيًا ليبرر عمليًا نوع الالتزام الكلي المعني بالإيمان اللاهوتي الحقيقي أو بعلاقة حب رومانسية على الإطلاق.  ينطوي الإيمان على ذلك الالتزام بكل الأحوال. اعتقد كييركيغارد أن وجود الإيمان يلازم وجود الشك في الوقت نفسه.

## القانون
تتطلب معظم القضايا الجرمية في نظام المغارمة أن يثبت الادعاء مزاعمه فوق الشك المعقول – مذهب يدعى أيضًا «عبء الإثبات». هذا يعني أنه يجب على الهيئة عرض افتراضات تنفي «الشك المعقول» في ذهن شخص عاقل لتجريم المدعى عليه. قد يبقى بعض الشك، لكن فقط إذا كان لا يملك تأثيرًا على اعتقاد «شخص عاقل» بذنب المدعى عليه. أما إذا تجاوز الشك الحد الذي يصبح فيه مؤثرًا على اعتقاد «شخص عاقل»، تصبح القضية بالنسبة لهيئة المحلفين تحت «الشك المعقول». عادة ما يعرّف فقه القضاء بالنسبة للسلطة القضائية المعمول بها المعنى الدقيق لكلمات مثل «معقول» و«شك» في هذه الأغراض.

## العلم
«الشك في كل شيء أو تصديق كل شيء حلان مناسبان بالقدر نفسه؛ محاصصة مع حتمية التأثير.» هنري بوانكاريه، العلم والفرضية (عام 1905) (من إصدار دوفر المختصر لعام 1952)
تقيس الطريقة العلمية الشك بصورة منتظمة، وتستخدمه لتحديد ما إذا كانت هناك حاجة لبحث إضافي. وصف إسحق عظيموف، في مجموعة مقالاته حقيقة وخيال، العلم باعتباره نظامًا للتسبب بالشك العبقري وحله.